# Kluddbrännan
Kluddbrännan är ett naturreservat i Vindelns kommun i Västerbottens län.
Området är naturskyddat sedan 1997 och är 56 hektar stort. Reservatet omfattar en västersluttning av en nordlig utlöpare av berget Storkludden och består av äldre granskog och med ett stort inslag av äldre asp.